# Filipe Abreu
Filipe Manuel da Silva Abreu (Paços de Ferreira, 24 de Julho de 1947 - 25 de Janeiro de 2025) foi um político português. Foi uma das principais figuras do Partido Social Democrata no Algarve, tendo sido presidente da delegação regional do partido, e um dos principais impulsionadores da Festa do Pontal, que é considerada um importante evento político.

## Biografia
Nasceu em 24 de Julho de 1947, na vila de Paços de Ferreira.
Em 1967 fixou-se em Portimão, como trabalhador da hotelaria, e posteriormente tornou-se profissional de banca no Casino de Portimão.
Também teve um papel destacado na política a nível local e regional, tendo sido um dos fundadores da divisão do Algarve do Partido Social Democrata, no qual se afiliou em 28 de Agosto de 1974. Foi igualmente presidente da concelhia do PSD de Portimão durante parte da década de 1970. Foi vereador da Câmara Municipal de Portimão, sem pelouros, e fez parte da Assembleia Municipal, tendo sido por diversas vezes candidato à presidência do concelho. Em 1976, foi convidado por Francisco Sá Carneiro para organizar a primeira edição da Festa do Pontal, que se afirmou como um importante evento do PSD a nível regional. Exerceu igualmente como deputado na Assembleia da República, eleito pelo círculo de Faro, nas quinta, sexta e sétima legislaturas, entre 1987 e 1999.
Faleceu em 25 de Janeiro de 2025, aos 77 anos, vítima de uma doença prolongada.
Na sequência do seu falecimento, a divisão algarvia do Partido Social Democrata decretou três dias de luto, e emitiu uma nota de pesar, onde afirmou que «a sua dedicação e compromisso foram determinantes para o fortalecimento da social-democracia na região e no país e assenta nele uma enorme responsabilidade no desenho e organização da Festa do Pontal, em 1976», acrescentando que «como autarca e dirigente regional e local, defendeu sempre a região e a sua comunidade com um inabalável sentido de serviço público. Apesar das doenças que o debilitaram na última década, manteve intacta a sua fé na social-democracia e o seu compromisso com Portimão, o Algarve e o país. O seu estoicismo, coragem e alegria de viver foram uma inspiração para todos os que tiveram o privilégio de com ele privar. E continuará, estamos certos, a sê-lo». Em 31 de Janeiro, o Parlamento aprovou um voto de pesar pelas mortes de Manuel do Carmo Mendes, Maria da Conceição Valdágua e Filipe da Silva Abreu, tendo este último sido recordado como «um político por inteiro, social-democrata, humanista, personalista, interclassista, tolerante, mas determinado», destacando-se a forma como lutou «galhardamente pela democracia e pelo pluralismo nos tempos mais desafiantes de entorses revolucionárias em Portugal».